# Tommy Bridewell
Thomas George "Tommy" Bridewell (Etchilhampton, 8 augustus 1988) is een Brits motorcoureur. In 2023 won hij de titel in het Brits kampioenschap superbike. Zijn broer Ollie was eveneens motorcoureur.

## Carrière
Bridewell begon zijn motorsportcarrière in 2002 in het Brits 125cc-kampioenschap, waar hij drie jaar bleef rijden. In 2003 kende hij hier zijn beste seizoen toen hij met een zege vierde in de eindstand werd. In 2004 reed hij zijn enige Grand Prix in de 125 cc-klasse van het wereldkampioenschap wegrace tijdens zijn thuisrace als wildcardcoureur op een Honda, waarin hij op plaats 27 eindigde.
In 2005 stapte Bridewell over naar de Britse Yamaha R6 Cup, waar hij met vier zeges derde in het eindklassement werd. In 2006 kwam hij uit in het Brits kampioenschap Supersport en eindigde als twintigste, terwijl hij dat jaar ook in de Suzuki GSX-R 750 European Cup eenmaal op het podium stond. In 2007 stapte hij over naar het Brits kampioenschap superbike, waarin hij op een Suzuki reed. Twee tiende plaatsen op Silverstone en het Snetterton Motor Racing Circuit waren zijn beste race-uitslagen. Nadat zijn broer Ollie op Mallory Park om het leven kwam bij een ongeluk, stapte Tommy uit het kampioenschap.

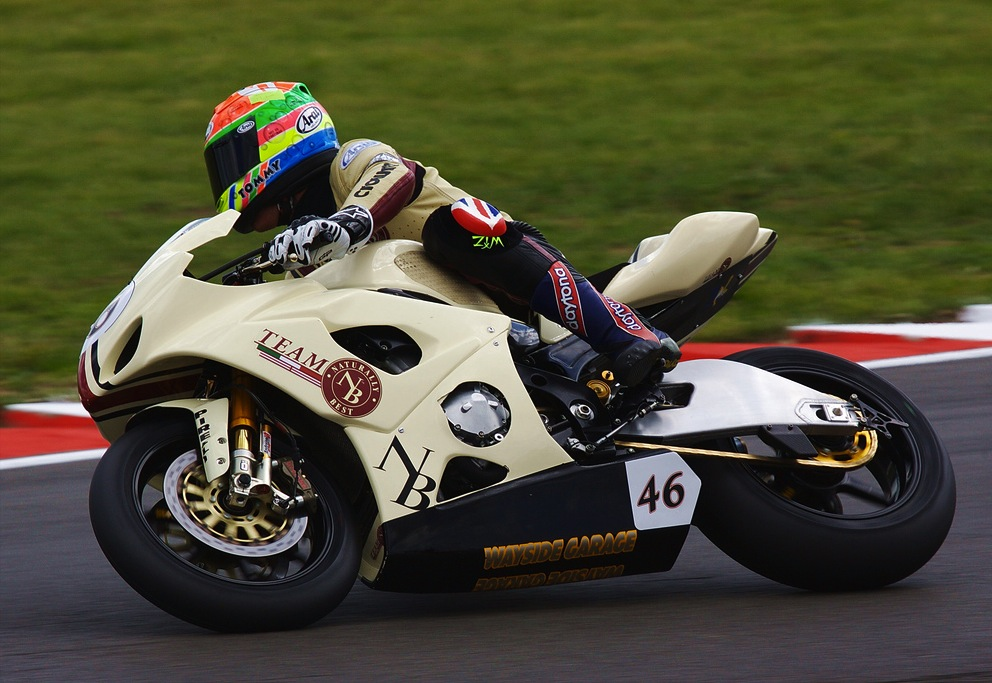
Tommy Bridewell op het Snetterton Motor Racing Circuit in 2009.

In 2008 reed Bridewell enkele races in de Britse Supersport, de GSX-R 750 European Cup en het Italiaans kampioenschap superbike. Tevens maakte hij dat jaar zijn debuut in het wereldkampioenschap superbike als wildcardcoureur in het laatste raceweekend op Portimão op een Suzuki. In 2009 kwam hij op een Yamaha uit in de FIM Superstock 1000 Cup, maar na drie races in deze klasse keerde hij terug in het Brits kampioenschap superbike op een Suzuki. Drie negende plaatsen waren hierin zijn beste resultaten, waardoor hij achttiende in de eindstand werd.
In 2010 nam Bridewell voor het eerst deel aan een volledig seizoen van het Brits kampioenschap superbike op een Honda. Een vierde plaats op Cadwell Park was zijn beste race-uitslag en hij werd met 105 punten elfde in het klassement. Dat jaar reed hij tevens als wildcardcoureur in het WK superbike in zijn thuisraces op Silverstone. In 2011 begon hij in het Brits kampioenschap op een Honda en behaalde hij in de seizoensopener op Brands Hatch zijn eerste podiumfinish. Na vijf weekenden verliet hij het team, voordat hij voor de laatste vier weekenden terugkeerde naar een Yamaha. Met 76 punten werd hij zeventiende in het kampioenschap.

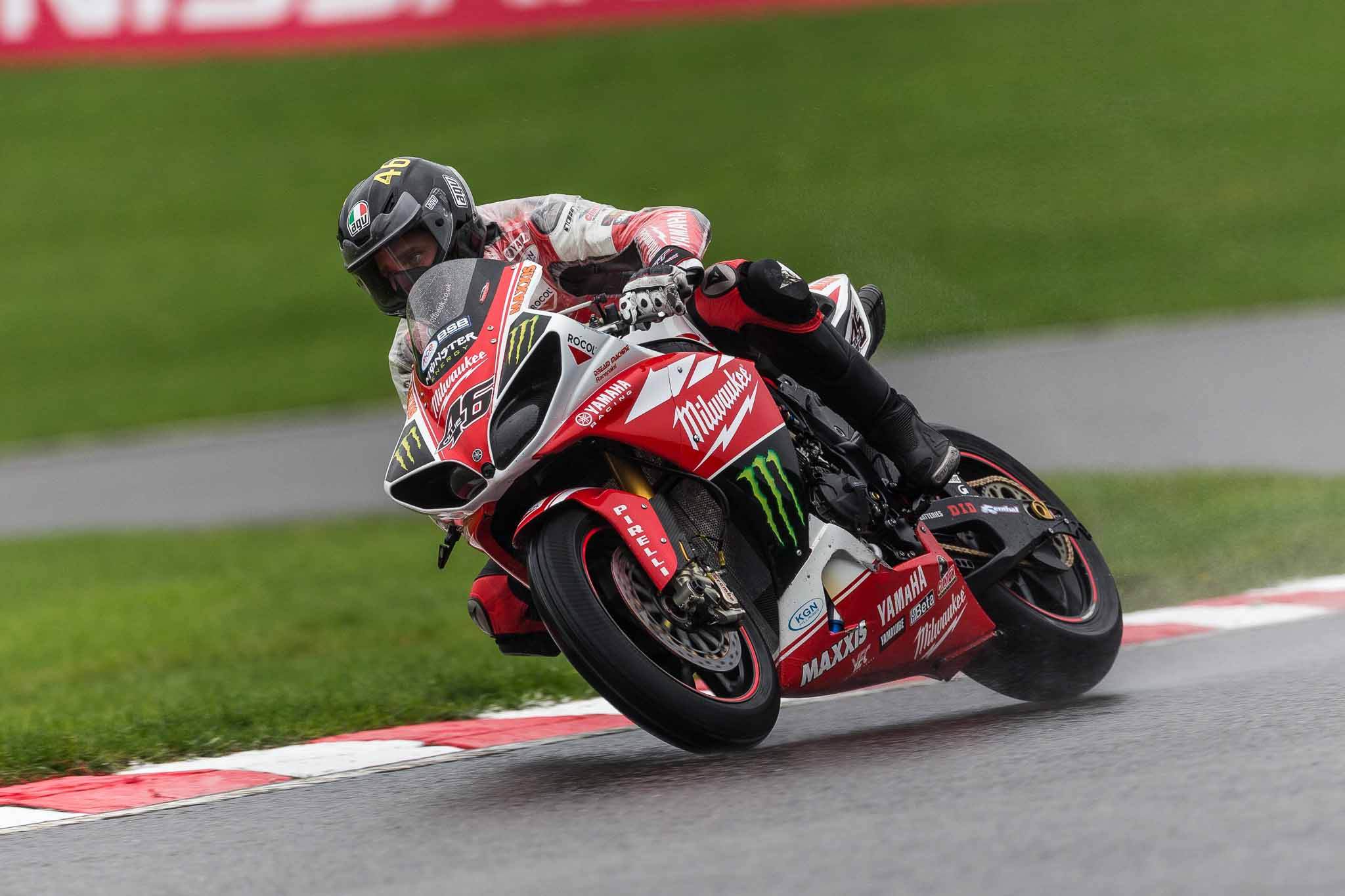
Tommy Bridewell op Brands Hatch in 2013.

In 2012 reed Bridewell in de Britse superbike op een BMW. Hoewel hij geen podiumplaatsen behaalde, eindigde hij in 23 van de 26 races in de top 10. Met 577 punten werd hij zesde in de eindstand. In 2013 reed hij achtereenvolgens op een Honda, een Kawasaki en een Yamaha in het kampioenschap, waarin hij vijfmaal op het podium stond. Met 197 punten eindigde hij als achtste in het klassement. Tevens debuteerde hij dat jaar in het wereldkampioenschap Supersport op een Honda als vervanger van de vertrokken Alex Baldolini in de race op Imola, maar hij viel al vroeg uit.
In 2014 kende Bridewell zijn beste seizoen in de Britse superbike tot dan toe. Op een Yamaha behaalde hij zijn eerste overwinning op Cadwell en stond daarnaast nog vijf keer op het podium. Met 587 punten werd hij achter Shane Byrne en Ryuichi Kiyonari derde in het kampioenschap. In 2015 keerde hij terug naar een BMW en won hij eenmaal op het Oulton Park Circuit. Daarnaast behaalde hij nog twee podiumfinishes. Met 545 punten werd hij zesde in de eindstand. In 2016 stapte hij weer over naar een Suzuki, waar hij twee podiumplaatsen op Brands Hatch en Oulton Park behaalde. Met 172 punten eindigde hij als elfde in het klassement. In 2017 kende hij op een Kawasaki een teleurstellend seizoen, waarin hij met een zesde plaats op Cadwell als beste resultaat zeventiende werd met 83 punten.
In 2018 begon Bridewell het seizoen in de Britse superbike op een Suzuki, maar na vier raceweekenden werd zijn contract met het team ontbonden. Later dat jaar keerde hij terug in de klasse op een Ducati als vervanger van de vertrokken Taylor Mackenzie. Hij behaalde hier twee podiumfinishes op zowel Oulton Park als Brands Hatch en hij werd met 178 punten zevende in de eindstand. In 2019 reed hij een volledig seizoen op een Ducati, waar hij eenmaal op Oulton Park wist te winnen. Daarnaast stond hij nog zeventien keer op het podium. Met 636 punten werd hij achter Scott Redding en Josh Brookes derde in het kampioenschap. Dat jaar reed hij tevens in twee weekenden van het WK superbike als vervanger van de geblesseerde Eugene Laverty. In deze ronden was een tiende plaats op Jerez zijn beste resultaat.
In 2020 won Bridewell in de Britse superbike een race op Donington Park en stond hij hiernaast nog drie keer op het podium. Met 168 punten werd hij zevende in het kampioenschap. In 2021 won hij eenmaal op Donington en tweemaal op Oulton. Tevens stond hij in veertien andere races op het podium. Met 1166 punten eindigde hij achter Tarran Mackenzie als tweede in het klassement. In 2022 behaalde hij een overwinning op Oulton en stond hij nog acht keer op het podium, waardoor hij met 1141 punten achter Bradley Ray en Glenn Irwin derde in de eindstand werd.
In 2023 behaalde Bridewell acht zeges in het Brits kampioenschap superbike: drie op Snetterton, twee op zowel Brands Hatch en Oulton en een op Cadwell. Daarnaast stond hij nog tien keer op het podium. Met 455 punten werd hij, met slechts een halve punt voorsprong op zijn teamgenoot Irwin, gekroond tot kampioen in de klasse. In 2024 stapte hij over naar een Honda en behaalde hij zeges op het Knockhill Racing Circuit en Cadwell. Tevens keerde hij dat jaar terug in het WK superbike tijdens het raceweekend op Cremona als wildcardcoureur.